# Ткаченко Всеволод Іванович
Все́волод Іва́нович Ткаче́нко (14 березня 1945, с. Дернівка, Баришівський район, Київська область —18 травня 2018, м. Бориспіль) — український перекладач, поет, дипломат, енциклопедист, літературо- і країнознавець.

## Життєпис
Закінчив факультеті іноземних мов (перекладацьке відділення) Київського державного університету ім. Т. Г. Шевченка.
Був на перекладацькій, культурно-освітній і редакторській роботі, державній і дипломатичній службах, зокрема:
- 1969—1972 — в рамках надання технічної допомоги працював перекладачем французької мови в Алжирі.
- 1994—2005 — на дипломатичній роботі в Міністерстві закордонних справ України. Має дипломатичний ранг радника першого класу МЗС України.[2]
- 1999—2002 — перший секретар Посольства України в країнах Бенілюксу.

Помер 18 травня 2018 випавши з вікна 3 поверху готелю в Борисполі, де був на щорічному фестивалі ронделя — жанру поезії, що має 13-рядкову структуру вірша. Серед ночі він вирішив подихати свіжим повітрям. Поручні у номері були низькі. Він не втримався і випав з вікна.
Похований у селі Дернівка Баришівського району на Київщині.

## Творчість
Захоплювався перекладом ще зі студентства Талант Всеволода Ткаченка оцінив перекладач Григорій Кочур, рекомендувавши його до Спілки письменників України: 
|  | Всеволода Ткаченка помітив ще в 1967 році Іван Світличний, залучивши його перекладати Беранже в серії „Перлини світової лірики“. |

Вже на початку 1970-их років, самотужки вивчаючи історію, культуру, літератури й традиції народів Африки, перекладав вірші поетів 19 африканських країн. За порадою Григорія Кочура перекладач і поет упорядкував антологію «Поезія Африки» (Київ, 1983), де вперше було представлено розмаїття поезії африканського континенту. Ця антологія незабаром здобула помітний резонанс за межами України, стала подією в житті сучасного українського художнього перекладу.
Автор численних статей про зарубіжні літератури й письменників та країни світу в Українській літературній енциклопедії та Енциклопедії сучасної України, а також у періодичних виданнях.
Координатор серії видань «Об'єднана Європа — українським дітям» (ВЦ «Просвіта») та літературно-мистецького і громадсько-політичного часопису творчих сил глибинної України «Ятрань».
Автор численних україномовних перекладів з французької, англійської, іспанської, португальської, російської та кримсько-татарської класичної і сучасної поезії.
Автор перекладів:
- з французької перекладав твори
  - П'єра-Жана Беранже («Пісні», 1970, 1980),
  - Артюра Рембо («П'яний корабель», 1995),
  - Робера Десноса («Вірші для слухняних дітей», 1985; «Троє цуценят покидають Париж», 1991; «Баєчкопісеньки і квітопісеньки», 2008),
  - Моріса Карема («Доброта», 2004), «Антології кохання»;
- з португальської Н. Нето;
- з іспанської «Поезія та проза чилійського опору», «Поезія Африки» (Київ, 1983);

Книга перекладів поезії Артюра Рембо «П'яний корабель» (1995) здобула перекладачеві широке коло шанувальників і прихильників.
Перекладав також поезію Жоашена дю Белле, П'єра де Ронсара, Марселіни Деборд-Вальмор, Віктора Гюґо, Жерара де Нерваля, Альфреда де Мюссе, Поля Верлена, Еміля Верхарна, Шарля Бодлера, Ґійома Аполлінера, Луї Араґона, Поля Елюара, Жака Превера, Рене Шара, Рене-Ґі Каду, Жоржа Брасенса, Жака Бреля, Леопольда Седара Сенґора, Ж. Ґ. Пільона, А. Гебер, Р. Ляньє, Олександра Пушкіна, Михайла Лермонтова, Ешмирзи, Ш. Алі та багатьох інших.
У 2011 році вийшов перший том персональної антології французької любовної лірики Всеволода Ткаченка «Сад божественних поезій. Тематична антологія ХІ-ХХ віків» (Київ, «Просвіта»).
Радіожурналістика
Від 2008 автор і ведучий програми «Поезія без кордонів», від вересня 2010 — «Література без кордонів» на радіоканалі духовного відродження «Культура» Національної радіокомпанії України.

## Громадська діяльність
Член Національної спілки письменників України з 1997.
Від 2006 був головою творчого об'єднання перекладачів Київської міської організації НСПУ, керівником поновленої Робітні художнього перекладу.

## Відзнаки
- 1993 — лауреат українсько-французької Літературної премії імені Миколи Зерова (1993) за найкращу інтерпретацію творів французької літератури (віршів Артюра Рембо).[2]
- 2008 — лауреат Міжнародної літературної премії «Тріумф» ім. М. Гоголя — за значний внесок у пропаганду української літератури та публікації в журналі «Ятрань».
- 2008 — лауреат Міжнародної премії «Сад божественних пісень» ім. Г. Сковороди — за переклади поезій класиків французької літератури.
- 2012 — лауреат державної Літературної премії ім. Г. Кочура за перший том перекладів антології французької любовної лірики «Сад божественних поезій. Тематична антологія ХІ-ХХ віків»
- 2014 — лауреат премії журналу «Всесвіт» «Ars translationis» («Мистецтво перекладу») ім. М. Лукаша.[7]